# Robert Riskin
Robert Riskin (Nova Iorque, 30 de março de 1897 — Beverly Hills, 20 de setembro de 1955) foi um roteirista estadunidense. Ele ganhou um Oscar de melhor roteiro adaptado pelo filme Aconteceu Naquela Noite (1934).

## Filmografia selecionada
- The Miracle Woman (1931)
- Men in Her Life (1931)
- Platinum Blonde (1931)
- Vanity Street (1932)
- American Madness (1933)
- Ann Carver's Profession (1933)
- Lady for a Day (1933)
- It Happened One Night (1934)
- Broadway Bill (1934)
- Carnival (1935)
- The Whole Town's Talking (1935)
- Mr. Deeds Goes to Town (1936)
- When You're in Love (1937) also director
- Lost Horizon (1937)
- You Can't Take It with You (1938)
- Meet John Doe (1941)
- The Thin Man Goes Home (1945)
- Magic Town (1947) also producer
- Riding High (1950)
- Mister 880 (1950)
- Half Angel (1951)
- Here Comes the Groom (1951)
- Pocketful of Miracles (1961)